# Спирин, Пётр Петрович
Пётр Петрович Спирин (5 июля 1911, Михайловка, Пензенская губерния — 16 февраля 1973, Куйбышев) — майор Советской Армии, участник Великой Отечественной войны, Герой Советского Союза (1943).

## Биография
Родился 5 июля 1911 года в деревне Михайловка Чертковской волости Пензенского уезда Пензенской губернии (ныне — несуществующий населённый пункт на территории Грабовского сельсовета в Бессоновском районе Пензенской области).
Окончив сельскохозяйственный техникум, работал в конторе «Заготзерно» в селе Грабово Пензенской области. В 1933 году Спирин призван на службу в Рабоче-крестьянскую Красную Армию; в 1939 году окончил Ленинградское пехотное училище. Участвовал в боях советско-финской войны. С июля 1941 года — на фронтах Великой Отечественной войны. В боях пять раз был ранен. В 1942 году окончил курсы усовершенствования командного состава.
К сентябрю 1943 года капитан Пётр Спирин был командиром батальона 849-го стрелкового полка 303-й стрелковой дивизии 57-й армии 3-го Украинского фронта. Отличился во время битвы за Днепр. 25 сентября 1943 года Спирин во главе батальона переправился через Днепр на остров Муссин и захватил плацдарм на нём, после чего удерживал его до переправы основных сил. В ночь с 26 на 27 сентября он переправился на западный берег Днепра и захватил плацдарм на северной окраине села Червонное (ныне — посёлок Днепровское Верхнеднепровского района Днепропетровской области Украины), уничтожив около 100 вражеских солдат и офицеров.

Бюст на аллее Героев в Бессоновке

Бюст на аллее Героев в Наровчате

Указом Президиума Верховного Совета СССР от 20 декабря 1943 года за «героизм и мужество, проявленные при форсировании Северного Донца, за освобождение Старого Салтова и других населённых пунктов Харьковщины» капитан Пётр Спирин был удостоен высокого звания Героя Советского Союза с вручением ордена Ленина и медали «Золотая Звезда» за номером 2550.
В ходе последующих боёв Спирин был тяжело ранен.
В послевоенное время служил в военном комиссариате. С 14 ноября 1945 по 4 мая 1950 года служил военным комиссаром в Наровчате. Затем жил в Куйбышеве. В 1952 году Спирин окончил курсы усовершенствования офицерского состава. В 1955 году в звании майора он был уволен в запас.
Умер 16 февраля 1973 года, похоронен в Самаре на Городском кладбище.
Был также награждён орденами Красного Знамени, Александра Невского и Отечественной войны 1-й степени, рядом медалей.

## Увековечение памяти
- Бюст Петра Спирина установлен на аллее Героев в селе Бессоновка Бессоновского района Пензенской области (Спирин родился в населённом пункте, территория которого в настоящее время находится в составе Бессоновского района).
- Бюст Петра Спирина установлен в селе Наровчат Наровчатского района Пензенской области, на аллее Героев — уроженцев и жителей района (после войны Спирин около пяти лет служил здесь военным комиссаром).
- Именем Петра Спирина названа улица в селе Чертково Бессоновского района Пензенской области.